# یاسنت لویی رابینو
یاسنت لویی رابینو (به انگلیسی: Hyacinth Louis Rabino) در اوایل قرن بیستم سرکنسول دولت بریتانیای کبیر در شهر رشت بوده‌است.
رابینو مدت شش سال در شمال ایران زندگی کرد و به بررسی و تحقیق در فرهنگ گیلان و مازندران پرداخت. او کتاب‌های ولایت دارالمرز ایران، گیلان، مازندران و استرآباد و مقالاتی در مورد گیلان و مازندران نوشته و جزوه‌ای نیز در مورد نشریات فارسی‌زبان بنام صورت جراید ایران به فارسی منتشر کرده‌است. البته می‌دانیم حداقل از ۱۸۹۸ رئیس بانک شاهنشاهی شعبه مرکز بود (میرزایی، تاریخچه بریگاد و دیویزیون قزاق: ۴۱۸).
ادوارد براون ایران‌شناس معروف انگلیسی دربارهٔ وی می‌نویسد:
«رابینو ظاهراً در سال ۱۹۱۲ میلادی از رشت به مراکش انتقال داده شد و نماینده کنسولی انگلیس در آن کشور شد. سال‌ها (شاید تا سال ۱۹۲۲) در آن کشور ماند و بعدها در کنسولگری انگلیس در ازمیر مشغول خدمت بود. او کتاب معروف خود را به اسم «مازندران و استرآباد» در همان‌جا در اواخر سال ۱۹۲۵ مسیحی به پایان رساند. بعد از این تاریخ من اطلاع مرتبی از او ندارم. جز آنکه چندی در وزارت امور خارجه انگلیس در لندن کار کرد و مدتی نیز مأمور کنسولگری انگلیس در نیس (فرانسه) بود و در آنجا کاملاً مستقر شده بود تا آنکه در اثنای جنگ جهانی دوم موقعی که فرانسه به دست مارشال پتن تسلیم آلمان شد و انگلیسی‌ها هم از فرانسه بیرون رفتند او هم از نیس به لندن رفت و بقیه عمر خود را در آنجا ماند. رابینو هر از گاهی در لندن نزد اینجانب می‌آمد و من خوشوقتم که وسیله طبع و نشر دو کتاب او شدم، که یکی را (سکه و نشان‌های پادشاهان ایرانی) بانک ملی ایران به خواهش من چاپ کرد و دیگری را (فهرست نمایندگان سیاسی و کنسولی انگلیس در ایران) باز به خواهش من وزارت خارجه ایران طبع کرد. مرحوم رابینو مقالات و رسائل زیادی نوشته که فهرست بعضی از آن‌ها تا سال ۱۹۲۲ مسیحی در آخر کتاب مازندران او مندرج است.»
رابینو در سال ۱۹۱۲ به مراکش منتقل شد و در سال ۱۹۳۷ در مقام سرکنسول قاهره بازنشسته شد. از دیگر آثار او می‌توان به فرمانروایان گیلان، مشروطه گیلان، صنعت نوغان در ایران و کشت برنج در گیلان و دیگر ولایات جنوب دریای کاسپین نام برد.